# Pli de la mésoglée

Détail de la formation d'un mésentère.

Un pli de la mésoglée est le nom donnée à un ensemble de couches de myonèmes se trouvant dans certains mésentères chez les cnidaires.